# Andreas Singler
Pour les articles homonymes, voir Singler.
Andreas Singler, né en 1961 à Lahr/Schwarzwald (Allemagne), est un scientifique du sport, japonologue et journaliste de Mayence.

## Œuvres
(juillet 2019).

### Monographies
- Sayonara Atomkraft. Proteste in Japan nach Fukushima. Reportagen, Interviews, Übersetzungen 2012 bis 2017. EBVerlag Berlin 2018.  (ISBN 978-3-86893-261-4)
- Doping und Enhancement. Interdisziplinäre Studien zur Pathologie gesellschaftlicher Leistungsorientierung. In: Würzburger Beiträge zur Sportwissenschaft, Band 6. Dissertation Cuvillier Verlag Göttingen 2012.  (ISBN 978-3-86955-672-7)
- Dopingprävention: Anspruch und Wirklichkeit Shaker Verlag Aachen 2011  (ISBN 978-3-8440-0591-2)
- Avec Gerhard Treutlein: Doping - von der Analyse zur Prävention Meyer & Meyer 2. Auflage 2010  (ISBN 978-3-89124-665-8)
- Avec Fritz Dannenmann et Ralf Meutgens, Sportpädagogik als humanistische Herausforderung. Festschrift zum 70. Geburtstag von Prof. Dr. Gerhard Treutlein. Aachen: Shaker Verlag 2011.  (ISBN 978-3-8322-9798-5)
- Avec Gerhard Treutlein, Nicole Arndt: Sport ohne Doping! Argumente und Entscheidungshilfen für junge Sportlerinnen und Sportler sowie Verantwortliche in deren Umfeld Deutsche Sportjugend im DOSB (Hrsg.) 5. Auflage 2008  (ISBN 978-3-89152-485-5)
- Avec Gerhard Treutlein: Doping im Spitzensport Meyer & Meyer 4. Auflage 2007  (ISBN 978-3-89899-192-6)

### Essais
- Doping prevention - demands and reality. Why education of athletes is not enough, in: Verner Møller, Ivan Waddington, John Hoberman: Routledge Handbook of Drugs and Sport. Routledge Oxon/New York 2015. S. 239–248.  (ISBN 978-1-134-46412-8)
- Der Traum vom Ende der Ermüdung: Medizinische Dopingdiskurse im Kontext moderner Risikoentwicklungen, in: Ada Borkenhagen et Elmar Brähler (Hrsg.): Die Selbstverbesserung des Menschen. Wunschmedizin und Enhancement aus medizinpsychologischer Perspektive. Psychosozial-Verlag Gießen 2012. S. 113–133.  (ISBN 978-3-8379-2183-0) (eingeschränkte Vorschau)
- Zur Pathologie der Leistung: Körperbasierte Aktivitäten, Doping und Medikamentenmissbrauch in Gesellschaft und Sport, in: Toshiyuki Ichiba (Hrsg.): Das 7. Deutsch-Japanische Sportwissenschaftliche Symposium „Japan und Deutschland in der Globalisierung des Sports und der Sportwissenschaft“. Hilltop Press Tokyo, 2012 S. 39–53.  (ISBN 978-4-904698-03-7)
- Dopingprävention auf Landesebene: Aktivitäten, Einstellungen und Wahrnehmungen bei Sportfunktionären rheinland-pfälzischer Fachverbände, in: Fritz Dannenmann, Ralf Meutgens u. Andreas Singler (Hrsg.): Sportpädagogik als humanistische Herausforderung. Festschrift zum 70. Geburtstag von Prof. Dr. Gerhard Treutlein. Shaker Verlag Aachen 2011 S. 257–267.  (ISBN 978-3-8322-9798-5)
- Der Tod ist irreversibel. Vor 20 Jahren starb die deutsche Siebenkämpferin Birgit Dressel – hat der Spitzensport daraus gelernt? In: Neue Zürcher Zeitung 7. April 2007
- Avec Gerhard Treutlein: Profiradsport und die Zwangsläufigkeit des Dopings, in: Ralf Meutgens (Hrsg.): Doping im Radsport. Delius Klasing Verlag Bielefeld 2007 S. 84–94.
- Wie denken Verführer? – Warum Dopingprävention ohne Wissen um die Psychologie des Täters nicht auskommt, in: Wolfgang Knörzer, Giselher Spitzer und Gerhard Treutlein (Hrsg.): Dopingprävention in Europa. Meyer & Meyer Aachen 2006, S. 147–152.  (ISBN 978-3-89899-196-4)
- Der Journalist als Teil des Dopingproblems, in: Wolfgang Knörzer, Giselher Spitzer et Gerhard Treutlein (Hrsg.): Dopingprävention in Europa. Meyer & Meyer Aachen 2006, S. 72–73.  (ISBN 978-3-89899-196-4)
- Die „praktische Toleranz“ im Spitzensport. 1976 bewiesen bundesdeutsche Ärzte ihre Dopingbereitschaft mit kurzzeitiger Anabolika-Freigabe. Neue Zürcher Zeitung, 12. Oktober 2006
- Olympia: Erwarten wir zu viel von der „Muskelreligion“? Psychologie Heute, 9/2004, 44 – 49.
- Avec Gerhard Treutlein, Verantwortung als Prinzip und Problem: Zum Phänomen des Dopings aus ethischer und pädagogischer Sicht In: Thorsten Lorenz, Albrecht Abele (Hrsg.): Pädagogik als Verantwortung: Zur Aktualität eines unmodernen Begriffs. Deutscher Studien Verlag Weinheim 1998  (ISBN 3-89271-840-7)
- Avec Gerhard Treutlein: Leistungssport: Möglichkeiten der Kurskorrektur für eine Dopingprävention In: Rüdiger Nickel, Theo Rous: Das Anti-Doping-Handbuch: Grundlagen. Band 1, S. 266ff, Meyer & Meyer 2009  (ISBN 978-3-89899-423-1)

### Études
- Rapports scientifiques à l'université de Fribourg-en-Brisgau.
  - Armin Klümper und das bundesdeutsche Dopingproblem: Strukturelle Voraussetzungen für illegitime Manipulationen, politische Unterstützung und institutionelles Versagen. Mainz 2015.
  - Joseph Keul: Wissenschaftskultur, Doping und Forschung zur pharmakologischen Leistungssteigerung. Mainz 2015 (aktualisierte Fassung Juni 2017).
  - Systematische Manipulationen im Radsport und Fußball. Wissenschaftliches Gutachten zu neuen Erkenntnissen zum Doping in der Bundesrepublik Deutschland im Zusammenhang mit dem Wirken von Armin Klümper. Mainz 2015 (letzte Ergänzungen April 2017).
  - Doping beim Team Telekom/T-Mobile: Wissenschaftliches Gutachten zu systematischen Manipulationen im Profiradsport mit Unterstützung Freiburger Sportmediziner Mainz 2015[1].
  - Herbert Reindell als Röntgenologe, Kardiologe und Sportmediziner: Wissenschaftliche Schwerpunkte, Engagement im Sport und Haltungen zum Dopingproblem Mainz 2014.
- Autres rapports scientifiques : 
  - Dopingprävention auf Landesebene: Aktivitäten, Einstellungen und Wahrnehmungen bei Sportfunktionären rheinland-pfälzischer Fachverbände im Auftrag des Landessportbund Rheinland-Pfalz sowie des Ministeriums des Innern und für Sport Rheinland-Pfalz, Mainz, 2009.
  - Doping und Medikamentenmissbrauch in Sport und Beruf. Soziologische und psychologische Aspekte des Dopings und ihr Projektionspotential für das Enhancementproblem. im Auftrag des Büro für Technikfolgen-Abschätzung beim Deutschen Bundestag (TAB), Mainz, 2010[2].

## Littérature
- Publications à l'Institut fédéral des sciences du sport
- Publications sur le moteur de recherche de littérature académique Google Scholar
- Publications sur Academia.edu